# Resolução 307 do Conselho de Segurança das Nações Unidas
A Resolução 307 do Conselho de Segurança das Nações Unidas, adotada em 21 de dezembro de 1971, após ouvir declarações da Índia e do Paquistão, o Conselho exigiu que um cessar-fogo durável fosse observado até que as retiradas pudessem ocorrer para respeitar a linha de cessar-fogo em Jammu e Caxemira. O Conselho também apelou à assistência internacional para o alívio do sofrimento e à reabilitação dos refugiados, bem como ao seu regresso a casa e um pedido ao Secretário-Geral para manter o conselho informado sobre os desenvolvimentos.
A resolução foi adotada por 13 votos a zero; a República Popular da Polónia e a União Soviética abstiveram-se na votação.